# Drew Miller
Andrew „Drew“ Miller (* 17. Februar 1984 in Dover, New Jersey) ist ein ehemaliger US-amerikanischer Eishockeyspieler, der im Verlauf seiner aktiven Karriere zwischen 2002 und 2018 unter anderem 631 Spiele für die Anaheim Ducks, Tampa Bay Lightning und Detroit Red Wings in der National Hockey League auf der Position des linken Flügelstürmers bestritten hat. Seinen größten Karriereerfolg feierte Miller in Diensten der Anaheim Ducks mit dem Gewinn des Stanley Cups im Jahr 2007.

## Karriere

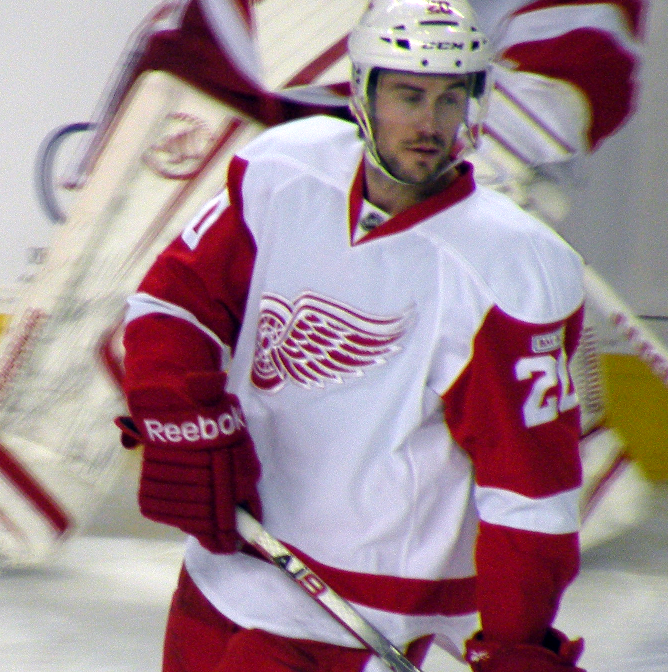
Miller im Trikot der Detroit Red Wings (2012)

Drew Miller begann seine Karriere 2000 in der Juniorenliga North American Hockey League bei den Capital Centre Pride. Während der Saison 2002/03 wechselte er in die United States Hockey League, die hochklassigste Juniorenliga der USA, zu den River City Lancers. Er beendete die Saison mit 25 Punkten in 49 Spielen und half dem Team bis ins Finale der Playoffs. Im NHL Entry Draft 2003 wurde er daraufhin von den Mighty Ducks of Anaheim in der sechsten Runde an Position 186 ausgewählt.
Miller ging ab dem Herbst 2003 auf die Michigan State University und spielte dort für deren Eishockeyteam, den Michigan State Spartans. Dort konnte er seine Qualitäten immer weiter verbessern und steigerte von Jahr zu Jahr seine Punkteausbeute. Während der Saison 2005/06 führte er die Spartans als Mannschaftskapitän aufs Eis und zum Titel in der CCHA. Außerdem wurde er als bester Defensivstürmer der CCHA ausgezeichnet.
Kurz nach dem Ende der College-Saison erhielt er bei den Mighty Ducks einen Zweijahresvertrag und absolvierte im Mai 2006 noch ein Playoffspiel für die Portland Pirates, dem AHL-Farmteam der Mighty Ducks. Miller absolvierte die folgende Saison 2006/07 bei den Pirates, die jedoch die Playoffs verpassten. Im April 2007 wurde er zu den Anaheim Ducks in die NHL geholt. Sein erstes Spiel für die Ducks absolvierte er in der ersten Runde der Playoffs gegen die Minnesota Wild, doch danach wurde er vorerst nicht mehr eingesetzt. Im ersten Spiel des Stanley-Cup-Finale gegen die Ottawa Senators überraschte Trainer Randy Carlyle, als er Miller als Ersatz für den verletzten Chris Kunitz in der besten Sturmreihe der Ducks neben Teemu Selänne und Andy McDonald aufstellte. Der Einsatz von Miller machte sich bezahlt, als er im ersten Drittel Ottawas Wade Redden an die Bande checkte, wodurch die Ducks in Puckbesitz gelangten und daraus schließlich der wichtige Treffer zum 1–1 durch Andy McDonald resultierte. Im dritten Spiel der Finalserie war Chris Kunitz wieder einsatzbereit und Miller wurde aus dem Kader genommen. Die Anaheim Ducks gewannen schließlich den Stanley Cup nach fünf Spielen.
Die Saison 2007/08 begann Miller bei den Portland Pirates in der AHL, wurde aber bereits nach einem Spiel in den NHL-Kader der Ducks berufen. Insgesamt absolvierte bis 2009 Miller 71 NHL-Spiele für die Ducks, bevor er im August 2009 gemeinsam mit einem Drittrunden-Wahlrecht im NHL Entry Draft 2010 im Austausch für Jewgeni Artjuchin zu den Tampa Bay Lightning transferiert wurde. Im November 2009 wurde Miller nach nur drei Monaten im Team von den Lightning auf die Waiverliste gesetzt, von der ihn die Detroit Red Wings selektierten. Während des NHL-Lockouts in der Saison 2012/13 spielte er für die Braehead Clan aus der britischen Elite Ice Hockey League.
Miller verbrachte die folgenden knapp acht Jahre in Diensten der Red Wings. Nach der Spielzeit 2016/17 erhielt Miller keinen weiterführenden Vertrag in Detroit und war somit seit Juli 2017 auf der Suche nach einem neuen Arbeitgeber. Diesen fand er im November 2017 in Brynäs IF aus der Svenska Hockeyligan, wo er bis zum März des folgenden Jahres in 29 Spielen auflief. Anschließend beendete er seine aktive Karriere.

## Erfolge und Auszeichnungen
| - 2006 Mason-Cup-Gewinn mit der Michigan State University - 2006 CCHA Best Defensive Forward - 2006 CCHA All-Tournament Team | - 2006 CCHA Humanitarian Award - 2007 Stanley-Cup-Gewinn mit den Anaheim Ducks |

## Karrierestatistik
(Legende zur Spielerstatistik: Sp oder GP = absolvierte Spiele; T oder G = erzielte Tore; V oder A = erzielte Assists; Pkt oder Pts = erzielte Scorerpunkte; SM oder PIM = erhaltene Strafminuten; +/− = Plus/Minus-Bilanz; PP = erzielte Überzahltore; SH = erzielte Unterzahltore; GW = erzielte Siegtore; 1 Play-downs/Relegation; Kursiv: Statistik nicht vollständig)

## Familie
Drew Miller stammt aus einer Eishockeyfamilie. Sein Bruder Ryan ist Torhüter bei den Anaheim Ducks in der NHL und seine Cousins Kip, Kevin und Kelly Miller spielten ebenfalls in der NHL.